# 가루이자와 스키 버스 추락 사고

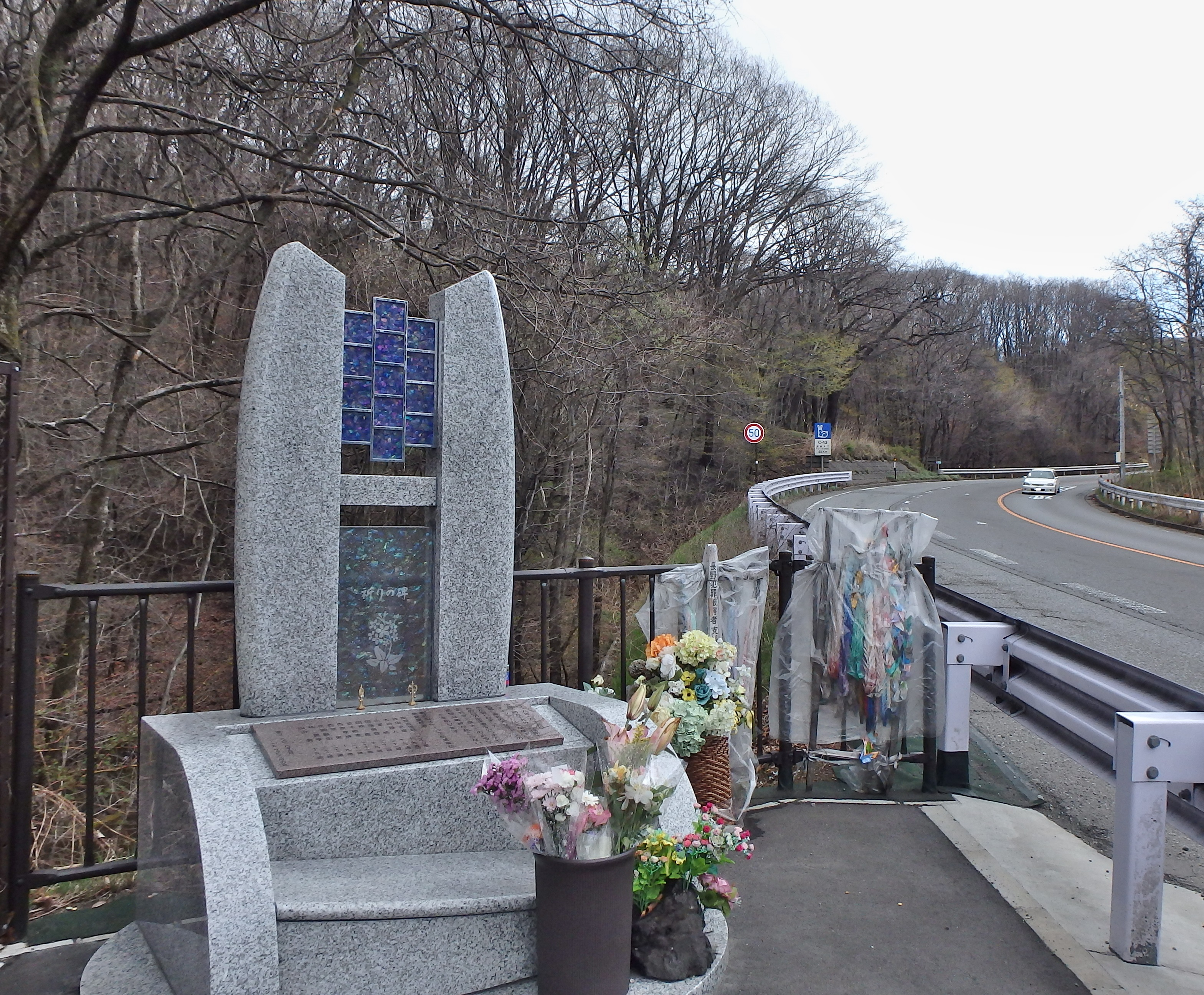
좌측부에 있는 것은 위령비
우측에는 가드레일을 들이받은 뒤 좌측으로 추락한 상태로 추정됨.

가루이자와 스키 버스 추락 사고(軽井沢スキーバス転落事故 가루이자와스키바아스덴라쿠지고[*])는 2016년(헤이세이 28년) 1월 15일 오전 1시 55분 무렵에 일본 나가노현 기타사쿠군 가루이자와정의 국도 제18호선 우스이 바이패스를 통과하고 있는 45인승 짜리 대형 관광버스가 가드레일을 들이받고 도로 옆으로 추락하여 운전사 2명과 승객 13명 등 15명이 숨지고 26명이 다친 대형 버스 사고이다. 이 버스 사고로는 일본에서 1996년 홋카이도의 도요하마 터널에서 일어난 붕괴 사고로 20명이 숨진 이래 가장 큰 규모를 가진 대형 인명 사고이다. 원인은 중화인민공화국 지린성에서 일어난 지안 버스 추락 사고나 2010년에 있었던 인천대교 버스 추락 사고와 비슷한 사건이기도 하다. 또한 생존자도 역시 전원 모두 부상을 당한 사태까지 벌어졌다.

## 사고 개요
2016년 (헤이세이 28년) 1월 15일 새벽 2시 무렵에 일본 나가노현 가루이자와시의 국도 제18호선의 우스이 바이패스를 통과하던 관광버스가 1월 14일 도쿄도 신주쿠구에서 출발하여 군마현을 거쳐 나가노현 방면으로 향하던 도중 중앙선을 넘어 가드레일을 들이받은 뒤 도로 아래로 추락했다. 사고 버스는 도쿄의 여행사인 키스투어가 기획하였던 스키 관련 관광 상품 참가자들을 태우고 나가노현 북부 스키장으로 향할 계획이었던 것으로 보이지만, 승객 39명과 운전기사 2명 등 41명이 탑승하였으며, 사고 버스에 탑승한 승객은 대부분 대학생으로 구성되어 있다.
또한 사고 직후 사상자의 다수가 차량 바깥으로 튕겨져 나간 상태였고, 일부의 경우 버스에 깔리는 등 사고 현장은 보시다시피 참혹한 모습이라고 현지 언론은 전했다. 일본 경찰 당국은 사고가 일어난 곳이 내리막 커브길로, 커브 각도가 완만하고 눈이 오거나 얼음이 어는 일이 없었다고 밝혔다.

### 사고 원인
앞서 언급한 바와 같이 일본 나가노현 관광버스 추락 사고의 주요 원인이 관광버스 운전기사의 과로 등 근무 환경 여건이 비롯된 것으로 드러나자, 이런 문제 역시 일본 여론의 도마 위에 오른 것으로 보인다. 그러나 수면과 휴식을 제때 보장받지 못하고 있는 일본 내의 영세한 관광버스 사업자에 대한 근로 및 처우 등을 개선해달라고 청원하는 경우도 있어, 한국의 주 52시간 근무제 도입이 추진하게 되는 배경과 거의 비슷한 상태로 보인다. 더욱이 일본에서의 관광버스 운영 체제를 1999년 이전 당시의 면허제로 다시 되돌려야 한다는 목소리가 커졌던 것으로 보인다.

## 같이 보기
- 지안 버스 추락 사고
- 인천대교 버스 추락 사고
- 2016년 경부고속도로 관광버스 사고